# Георги Христович
Георги Константинов Христович е български зоолог, академик, общественик, природолюбител, природозащитник и ловен деятел.

## Биография

### Семейство
Роден е в Пазарджик през 1863 г. Потомък е на заможни българи, които се преселват в Дубровник, а през XVIII век отново се връщат в България. Дядо му изнася кожи за Виена и внася скъпи платове, които продава в Османската империя. Баща му Константин търгува с големи стада овце и кози, които продава в Цариград.

### Ранни години и образование
През 1873 г. заминава с албански арнаути, които работят при баща му като охрана на стадата, към родината им. По това време се запознава с Адриатическото крайбрежие. Завръща се в Пазарджик през лятото на 1874 г., но в резултат на болест по животните, семейството губи своето богатство в погасяване на данъците си. Георги Христович учи в гръцкото училище в Пазарджик, а след това завършва гимназията в Пловдив. Заминава да учи природни науки в Женевския университет при професор Карл Фогт. В дермопластичната лаборатория на професор Фогт се научава да препарира животни и да прави научни колекции.

## Научна дейност
След двегодишно следване в Женевския университет, поради липса на средства, е принуден да се завърне в България, където препарира диви животни. Някои от тях подарява на съгражданина си Георги Консулов, който по това време е народен представител. Препарираните животни са показани и на Иван Вазов, който препоръчва през 1886 г. Георги Христович и той е назначен за препаратор в Първа мъжка гимназия в София. В тази връзка Христович се мести от Татар Пазарджик в столицата. В София той препарира голям брой представители на фауната в България, които улавя сам. Провежда курсове по препараторско изкуство за студенти и граждани. През 1892 г. участва със свои препарати на Международното изложение в Пловдив. Получава финансови средства от министъра на народното просвещение Константин Величков. Част от колекцията му с препарирани животни се съхранява в Националния природонаучен музей в София. През 1890 – 1892 г. пише първия научен труд за българската фауна „Материали за изучаване на българската фауна. Списък на птиците от някои местности в България“, публикуван на български език в „Сборник за народни умотворения, наука и книжнина“. В него се съдържат данни за 210 вида птици, за бозайници, влечуги, земноводни и безгръбначни животни. Автор е на над 150 статии и съобщения по проблеми на българското образование, изучаването на растителния и животинския свят, по въпроси на горското и ловно стопанство, за опазване и защита на българската природа. През 1898 г. е избран за дописен член на Българско книжовно дружество, а през 1902 г. за действителен член.

## Списание „Природа“
Георги Христович е основател и редактор на първото българско природонаучно научно-популярно списание „Природа“, което издава от 1893 г. до 1926 г. То представлява „Илюстрован журнал за наука, стопанство, лов и риболовство“. Сътрудници на списанието са Стефан Георгиев, Стефан Петков, Степан Юринич, Димитър Йоакимов, Никола Недялков и Георги Бончев, по-късно се присъединяват Асен Златаров, Стефан Консулов, Тодор Моров, Иван Буреш и Методий Попов. След смъртта на Георги Христович списанието се издава от сина му Константин Христович до юли 1948 г.

## Обществена дейност
През 1890 г. участва в създаването на първото Софийското ловно дружество „Сокол“, а по-късно, през 1893 г. пише „Възвание към българските ловци“, в което отправя призив към всички ловни дружества в страната за сдружаване в организация, под него се подписват 126 видни граждани на столицата. С това става инициатор за създаването и съосновател на Българската ловна организация. През 1897 г. по негова инициатива Народното събрание приема първия български закон за лова, а по-късно и закон за риболова. Определян е като основоположник на орнитологията в България, а 1890 г. е начална за орнитологичните научни изследвания в страната. След 33-годишна дейност като издател и главен редактор на сп. „Природа“, вече възрастен и болен, Георги Христович предава през 1926 г. ръководството на списанието на сина си. След това се оттегля в малкото си имение в Сарамбей, където има заслуги за развитието на винопроизводството и развива дарителска дейност. Георги Христович умира през същата 1926 година в Сарамбей и е погребан в църквата „Св. Харалампий“. На 16 септември 2015 г. е избран посмъртно за почетен гражданин на Септември.